# Kriegsverbrechen der Australischen Streitkräfte in Afghanistan
Im Rahmen der Australischen Beteiligung am Krieg in Afghanistan kam es zu Kriegsverbrechen von Angehörigen der Australischen Streitkräfte in Afghanistan.
Nachgewiesen ist die Tötung von 39 Afghanen bei mindestens 25 beteiligten australischen Soldaten der Sondereinheit Australian Special Air Service Regiment. Diese Tötungen von Gefangene und Zivilisten sollen Teil eines Aufnahmerituals von Soldaten gewesen sein. Zudem kam es zur Misshandlung. Die Opfer waren Zivilisten oder zumindest keine aktiven Kämpfer. Zu den Tötungen kam es nicht beim Kampf. Unter anderem wurden Mitglieder einer Patrouille dazu ermuntert, die Tötungen durchzuführen.
Nach aktuell geltendem Recht stellen diese Handlungen ein Kriegsverbrechen dar.
David McBride, ein ehemaliger Militäranwalt, übergab 2017 Informationen über Fehlverhalten australischer Militärs und Kriegsverbrechen an zwei Journalisten des staatlichen australischen Senders ABC. Die Informationen wurden als „Afghan Files“ veröffentlicht. Der sogenannten Brereton-Bericht des Generalinspekteurs der australischen Streitkräfte bestätigte später den Sachverhalt. McBrides Informationen dokumentierten die Tötung von zehn Personen. Der sogenannten Brereton-Bericht des Generalinspekteurs der australischen Streitkräfte bestätigte später den Sachverhalt.
David McBride war 2024 der erste australische Soldat der im Zusammenhang mit Kriegsverbrechen in Afghanistan – wegen Geheimnisverrats – angeklagt und verurteilt wurde. Der australische Senator David Pocock nannte dies „ein perverses Ergebnis“ und „Whistleblower verdienen besseren Schutz“.
2024 wurden den Beteiligten Verdienstmedaillen aberkannt.